# Guðríður Símonardóttir
Guðríður Símonardóttir, känd som Tyrkja-Gudda ("Turk-Gudda") född 1598, död 18 december 1682, var en av de 242 islänningar som år 1627 blev kidnappade av pirater från Barbareskstaterna och sålda som slavar i Nordafrika, ett berömt fall känt som De turkiska kidnappningarna.  

## Biografi
Guðríður var gift med en fiskare och mor då hon tillfångatogs i en räd av pirater på Island. Hon såldes sedan på slavauktion som konkubin i Algeriet. 
Hon var en av de få som köptes fria av Kristian IV av Danmark och återvände till Island ett årtionde senare. Före sin återkomst hade hon sänts till Danmark för att lära sin religion och sitt språk på nytt. Hon undervisades av teologistudenten Hallgrímur Pétursson, och efter att ha blivit gravid med honom och fått reda på att hon var änka gifte hon sig med honom. Hon var dubbelt så gammal som han, och då hon återvände till Island utsattes hon för förakt av islänningarna som betraktade henne som en hora och en hedning. 

## Inom fiktion
Jakob Jónsson skrev en episk pjäs om "Tyrkja-Gudda" (1952).
Steinunn Johannesdottir skrev en bok, Reisubók Guðríðar Símonardóttur om henne (2001).